# Orfanato Schneller
El Orfanato Schneller (en alemán: Schneller-Schule), también llamado Orfanato Sirio (en alemán: Syrische Waisenhaus), fue un orfanato protestante-misionero alemán que operó en Jerusalén desde 1860 hasta 1940. 
Fue una de las primeras estructuras que se construyeron fuera los muros de la Ciudad Vieja de Jerusalén, al igual que la hacienda Kerem Abraham, la Escuela Obispo Gobat, el barrio Mishkenot Shaananim y el Complejo Ruso. Dichas construcciones marcan el comienzo de la expansión de Jerusalén en el siglo XIX.
Como institución filantrópica que ofrecía formación académica y profesional a cientos de niños árabes huérfanos y abandonados, también ejerció una fuerte influencia en la población árabe de Jerusalén y Oriente Medio a través de sus graduados, quienes difundieron sus filosofías de «orden, disciplina y idioma alemán» en toda la región. El orfanato sirio nació del Pietismo del sur de Alemania, que combinaba biblicismo, idealismo e individualismo religioso.
El orfanato proporcionó formación académica y profesional a niños y niñas huérfanos de Palestina, Siria, Egipto, Etiopía, Armenia, Turquía, Rusia, Irán y Alemania. Graduó a estudiantes capacitados en oficios como sastrería, zapatería, grabado, carpintería, metalurgia, alfarería, pintura, imprenta, agricultura y jardinería. En 1903 se abrió una escuela para ciegos en las instalaciones, que incluía dormitorios, aulas y talleres vocacionales. El orfanato también operaba servicios de imprenta y encuadernación, molino de harina y panadería, lavandería y reparación de ropa, carpintería, fábrica de cerámica, vivero de árboles y plantas, fábrica de ladrillos y tejas. 
Estaba ubicado en un terreno elevado y rodeado por un alto muro de piedra. La distintiva torre de cúpula del orfanato, los edificios de varios pisos y las fachadas decorativas resaltaban el poder y la influencia de los cristianos europeos en Jerusalén a mediados del siglo XIX. Las continuas adquisiciones de edificios y tierras desde su fundación y hasta la Primera Guerra Mundial, aumentaron el tamaño de los terrenos del orfanato a casi 150 acres (600 dunam).
Al comienzo de la Segunda Guerra Mundial, el gobierno británico, que estaba en guerra con Alemania, deportó a los maestros alemanes y convirtió el complejo en el campamento militar cerrado con la mayor reserva de municiones del Medio Oriente. El 17 de marzo de 1948, los británicos abandonaron el campamento. La Haganá lo utilizó como base de operaciones durante la Guerra de Independencia de Israel de 1948. Durante los 60 años siguientes, el sitio sirvió como una base del ejército israelí, conocida como Campamento Schneller. El ejército abandonó las instalaciones en el 2008. En el 2011, se aprobaron planes para desarrollar allí viviendas de lujo y preservar algunos de los edificios históricos del orfanato.